# سيلفانيا (جورجيا)
سيلفانيا (بالإنجليزية: Sylvania, Georgia)‏ هي مدينة تقع في مقاطعة سكريفين، جورجيا بولاية جورجيا في الولايات المتحدة. تبلغ مساحة هذه المدينة 9.8 (كم²)، وترتفع عن سطح البحر 70 م، بلغ عدد سكانها 2675 نسمة في عام 2010 حسب إحصاء مكتب تعداد الولايات المتحدة.

## وصلات خارجية
- City of Sylvania Georgia
- Cities & Counties - Georgia.gov